# Куликов, Василий Иванович (1921—1943)
Васи́лий Ива́нович Кулико́в (1921, Иваново-Вознесенск —1943) — старший сержант Рабоче-крестьянской Красной армии, участник Великой Отечественной войны, Герой Советского Союза (1944).

## Биография
Родился в 1921 году в Иваново-Вознесенске. После окончания семи классов школы работал учеником слесаря в железнодорожном депо. 
В ноябре 1940 года был призван на службу в Рабоче-крестьянскую Красную Армию. С июня 1941 года — на фронтах Великой Отечественной войны. К октябрю 1943 года старший сержант Василий Куликов командовал орудием 2-й батареи 969-го артиллерийского полка 60-й стрелковой дивизии 18-го стрелкового корпуса 65-й армии Белорусского фронта. Отличился во время битвы за Днепр.
17 октября 1943 года расчёт под командованием Василия Куликова переправился через Днепр в районе деревни Бывальки Лоевского района Гомельской области Белорусской ССР. Когда из-за близкого разрыва вражеского снаряда орудие оказалось в воде, он вместе с товарищами спас его и вытащил на берег. На западном берегу принял активное участие в боях за захват и удержание плацдарма. Только за день 20 октября лично уничтожил 1 САУ «Фердинанд», 2 105-миллиметровых артиллерийских орудия, 2 пулемёта, 1 повозку, 2 конных упряжки, около 20 солдат и офицеров. В этом бою был ранен, но продолжал сражаться. 30 октября 1943 года погиб в бою. 
Похоронен в деревне Михалёвка Лоевского района Гомельской области Белоруссии.

## Награды и звания
Указом Президиума Верховного Совета СССР «О присвоении звания Героя Советского Союза офицерскому и сержантскому составу артиллерии Красной Армии» от 9 февраля 1944 года за «образцовое выполнение боевых заданий командования на фронте борьбы с немецкими захватчиками и проявленные при этом отвагу и геройство» был удостоен посмертно высокого звания Героя Советского Союза. 
Также был награждён орденами Ленина и Красной Звезды, медалью «За отвагу».

## Память
- В честь Героя названа одна из улиц в деревне Михалёвка Лоевского района Гомельской области Белоруссии.